# Ceratolauxania elevata
Ceratolauxania elevata är en tvåvingeart som först beskrevs av Fabricius 1805.  Ceratolauxania elevata ingår i släktet Ceratolauxania och familjen lövflugor. Inga underarter finns listade i Catalogue of Life.